# Přestup

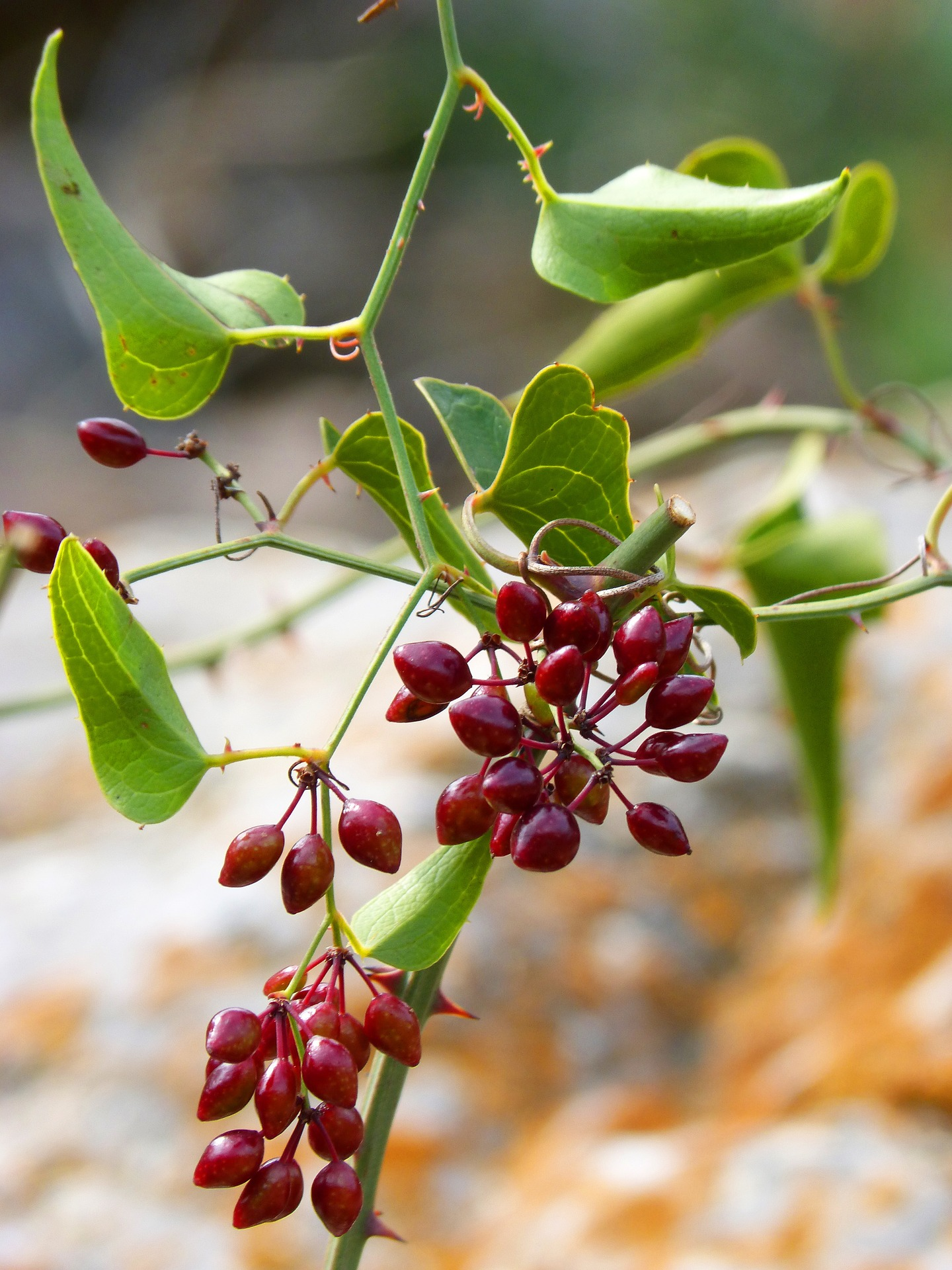
Plodící Smilax ornata

Přestup (Smilax) je rod jednoděložných rostlin a podle současné taxonomie jediný rod čeledi přestupovité (Smilacaceae). Přestupy jsou převážně liány a keře s jednoduchými tuhými listy a často s trnitými stonky a větévkami. Květy jsou malé, uspořádané nejčastěji v úžlabních okolících. Plodem je bobule.
Rod zahrnuje asi 260 druhů a je rozšířen v tropech a subtropech téměř celého světa s přesahy do teplejších oblastí mírného pásu. V České republice se žádný druh nevyskytuje, v jižní Evropě rostou 2 druhy. Hojným středomořským druhem je přestup drsný.
Přestupy mají poměrně pestrou paletu obsahových látek a jsou využívány zejména v domorodé medicíně k léčení celé řady rozličných neduhů. Některé druhy se pod názvem sarsaparilla dovážely z tropické Ameriky do Evropy a používaly k léčbě syfilis.

## Popis

### Vegetativní orgány
Přestupy jsou opadavé nebo stálezelené, převážně dvoudomé liány a keře, méně často i víceméně vzpřímené byliny. Zpravidla vyrůstají z podzemního, krátkého a tlustého, někdy i hlízovitého oddenku. Kořeny jsou vláknité. Stonky jsou šplhavé nebo vzpřímené, bylinné nebo dřevnaté, a mohou být jednoduché nebo větvené. Na stoncích a větvích jsou zpravidla trny. Šplhavé druhy mívají úponky, vzniklé přeměnou řapíku. Listy jsou jednoduché, střídavé nebo řidčeji vstřícné, řapíkaté až téměř přisedlé, s palisty. Čepele listů jsou zpravidla tuhé a kožovité, celistvé a celokrajné (při bázi někdy laločnaté), podlouhlé, vejčité, kopinaté nebo čárkovité. U některých bylinných druhů mohou být redukované na šupiny. Žilnatina je dlanitá, tvořená 3 až 7 hlavními žilkami pospojovanými sítí vedlejších žilek. Řapík bývá při bázi úzce křídlatý.

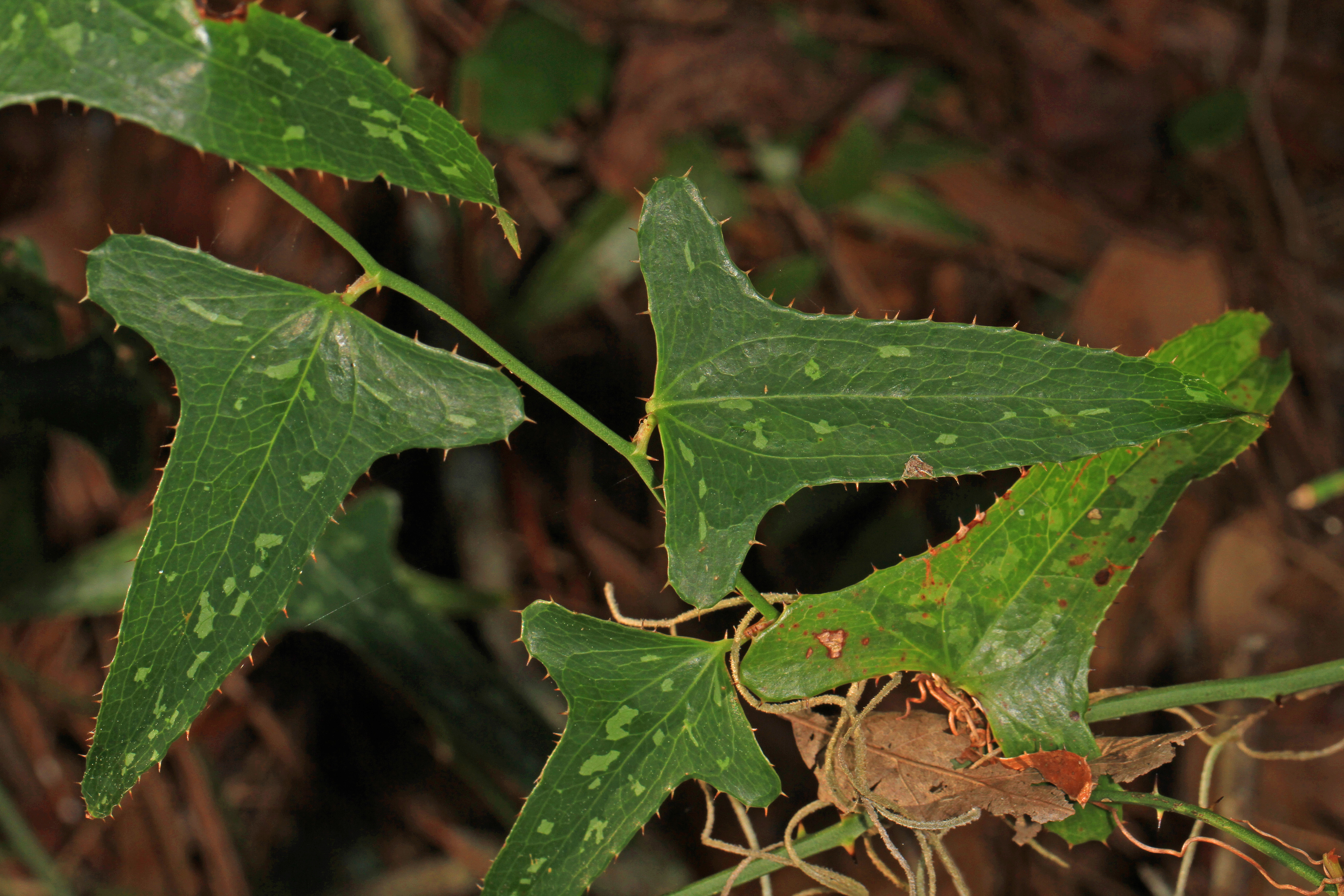
Listy Smilax bona-nox
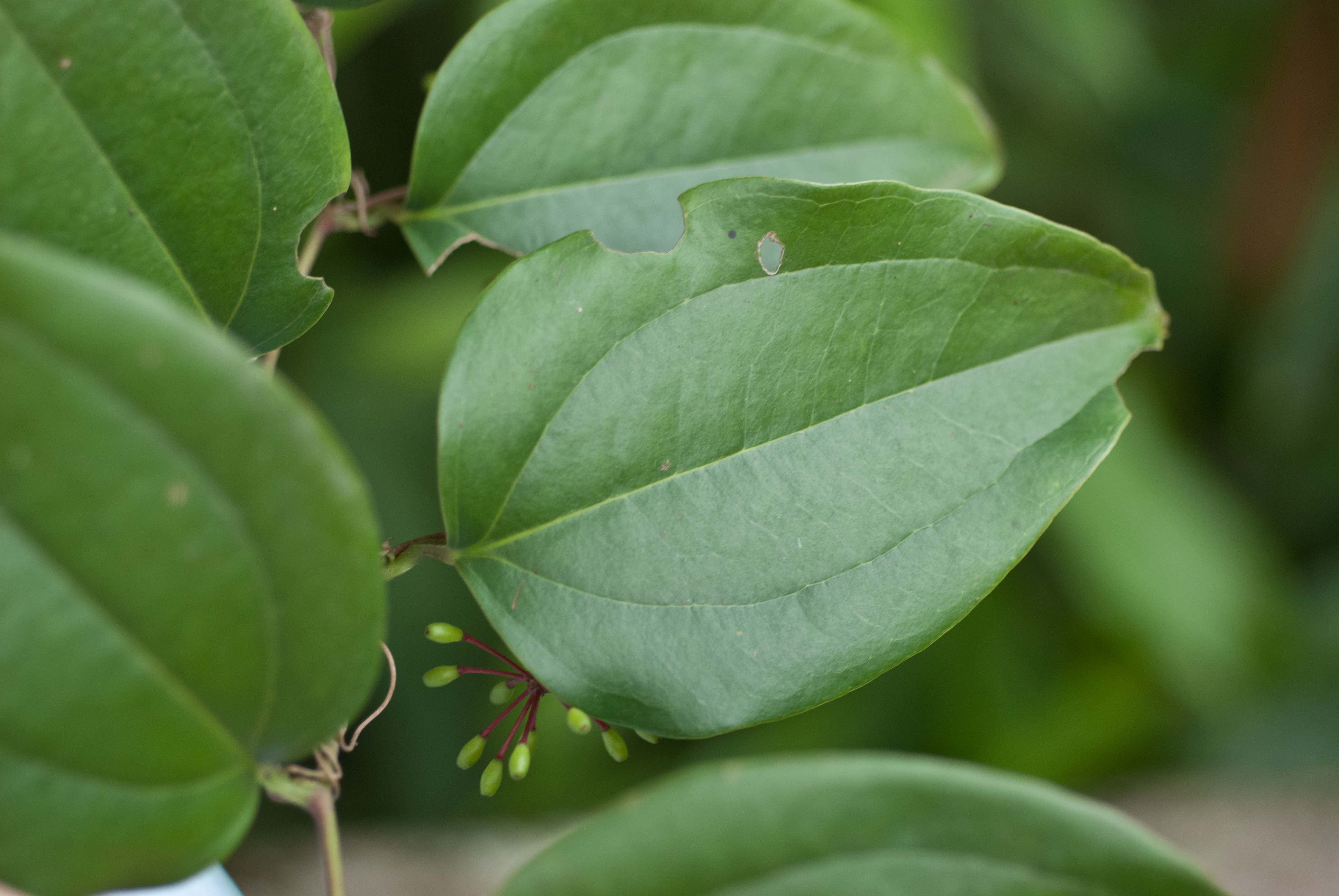
Listy Smilax bracteata
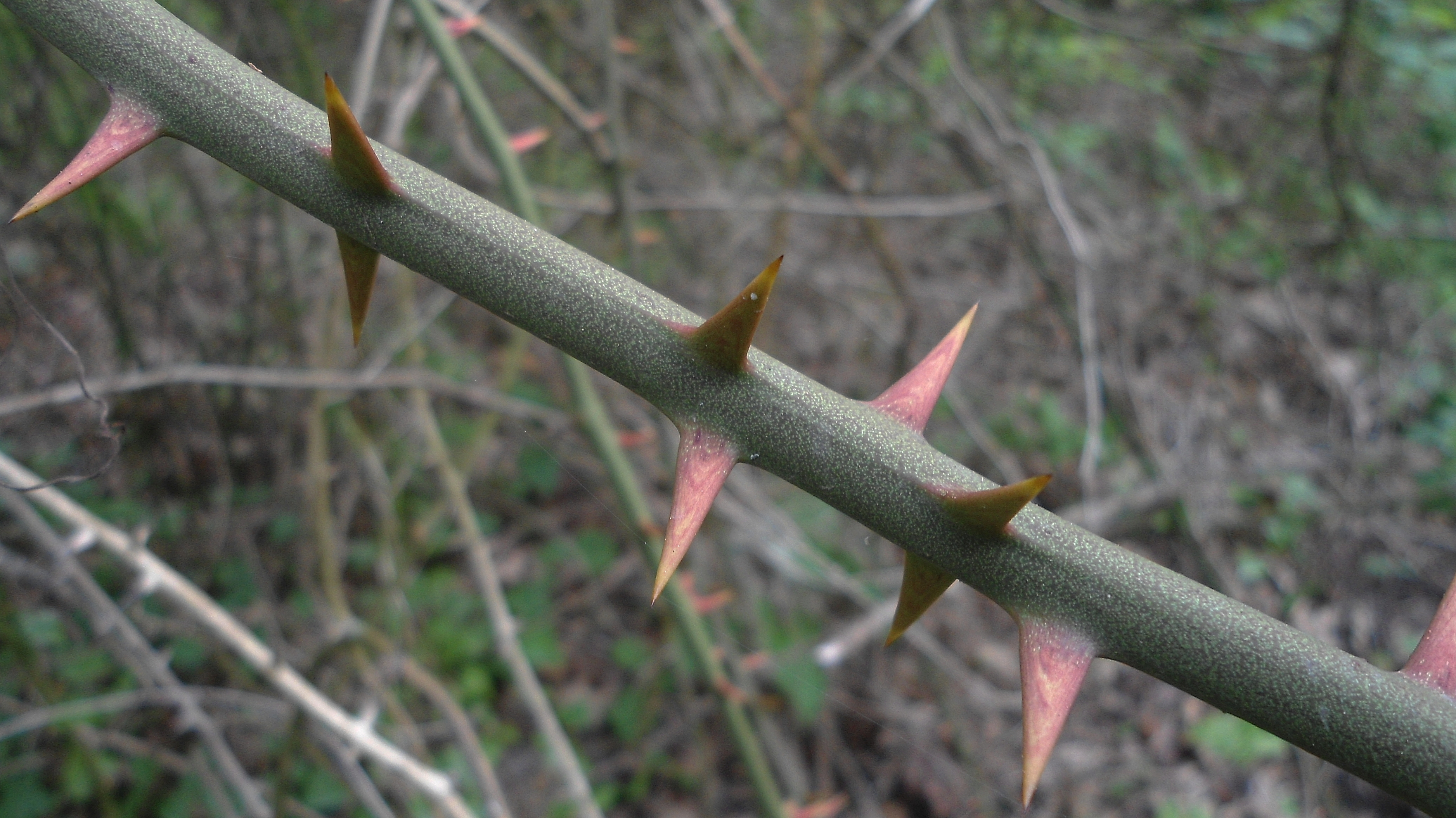
Trny na větévce přestupu štíhlého (Smilax excelsa)
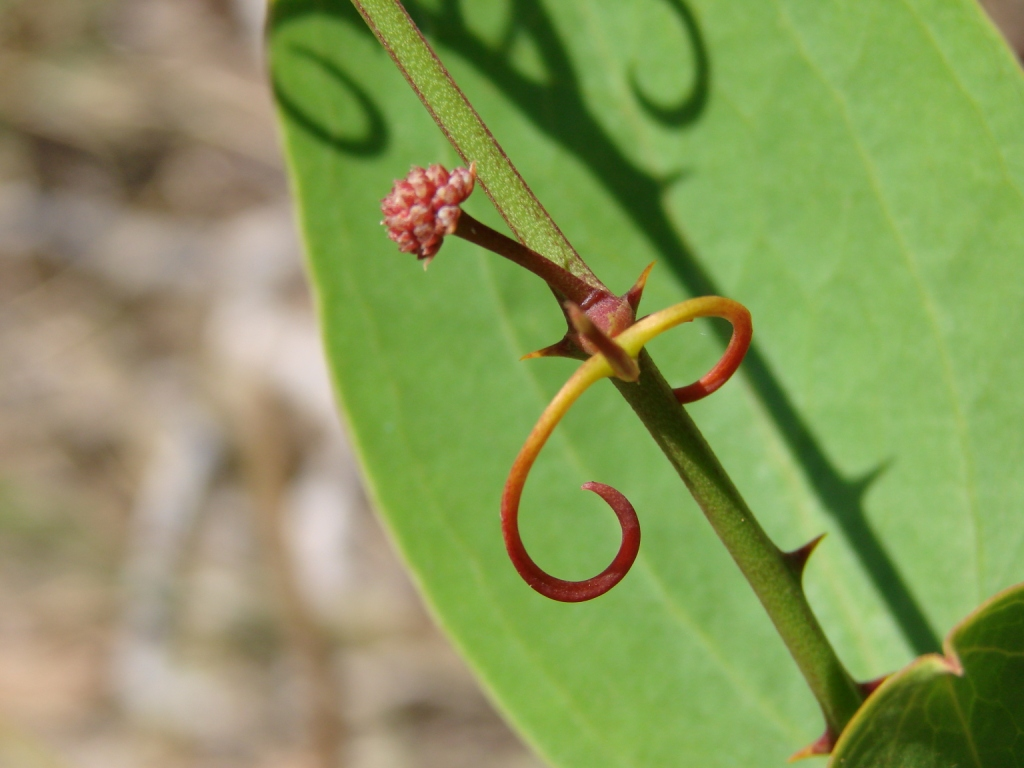
Větévka Smilax goyazana s úponky

### Květy a plody
Květenství jsou nejčastěji stopkaté okolíky (řidčeji hrozny, laty nebo klasy složené z okolíků). Mohou být volná nebo stažená, rozvíjející se z úžlabí listů nebo listenů.
Květy jsou drobné a málo nápadné, jednopohlavné. Okvětí je zelenavé, žluté nebo bronzové, složené ze 6 zpravidla volných, vejčitých nebo eliptických lístků. Výjimečně je okvětí na bázi srostlé v okvětní trubku (bývalý rod Heterosmilax). V samčích květech je 6 (řidčeji 8 nebo i více) tyčinek přirostlých k bázi okvětních lístků, někdy je přítomný zakrnělý semeník (pistilodium). Semeník v samičích květech je trojpouzdrý, v každé komůrce je jedno nebo 2 vajíčka. Čnělka je velmi krátká, nesoucí 3 blizny. Někdy jsou přítomna staminodia. Plodem jsou červené, oranžové, modré, purpurové nebo černé bobule, obsahující 1 až 3 tmavě hnědá semena.

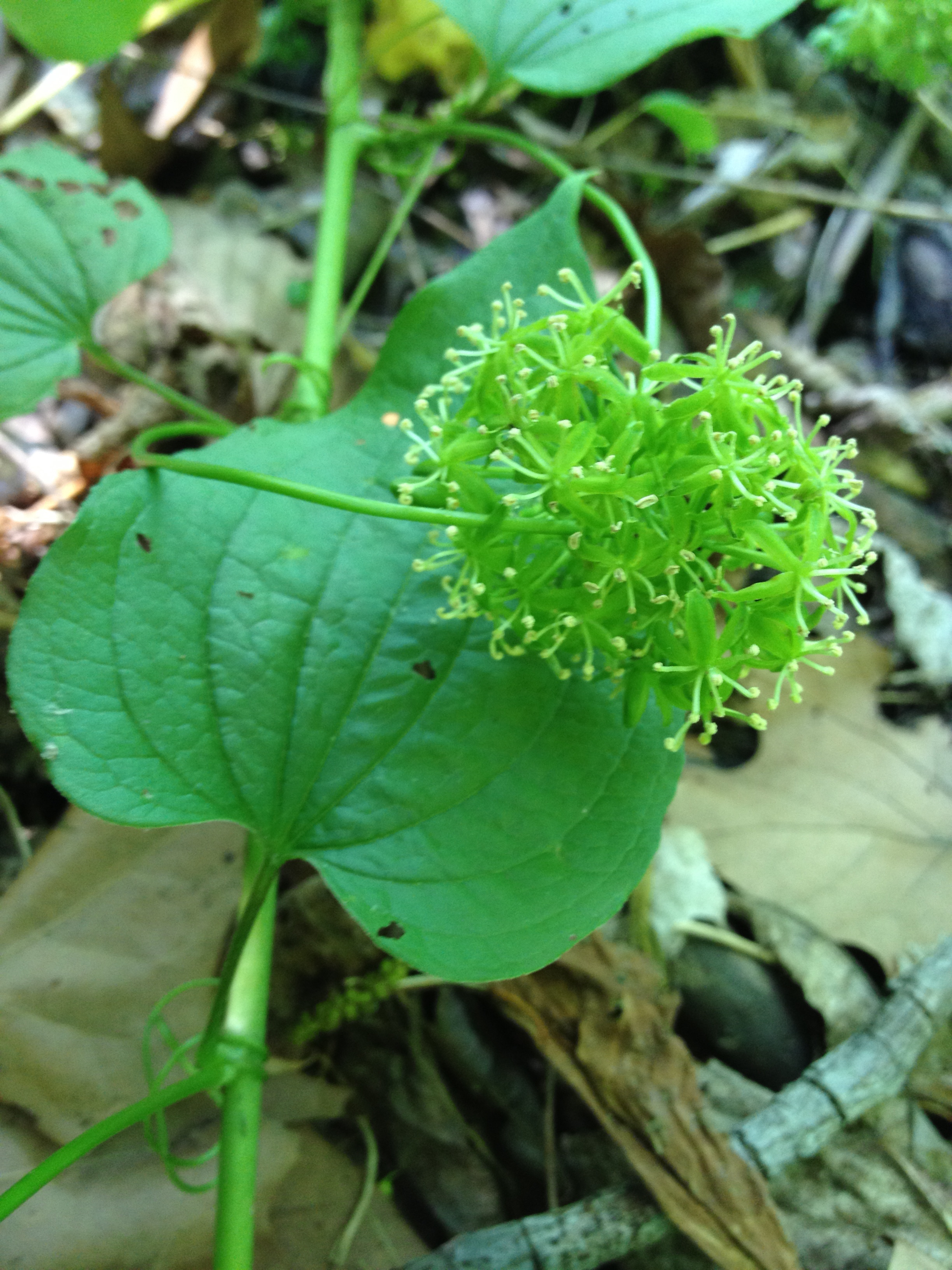
Kvetoucí bylinný druh Smilax herbacea
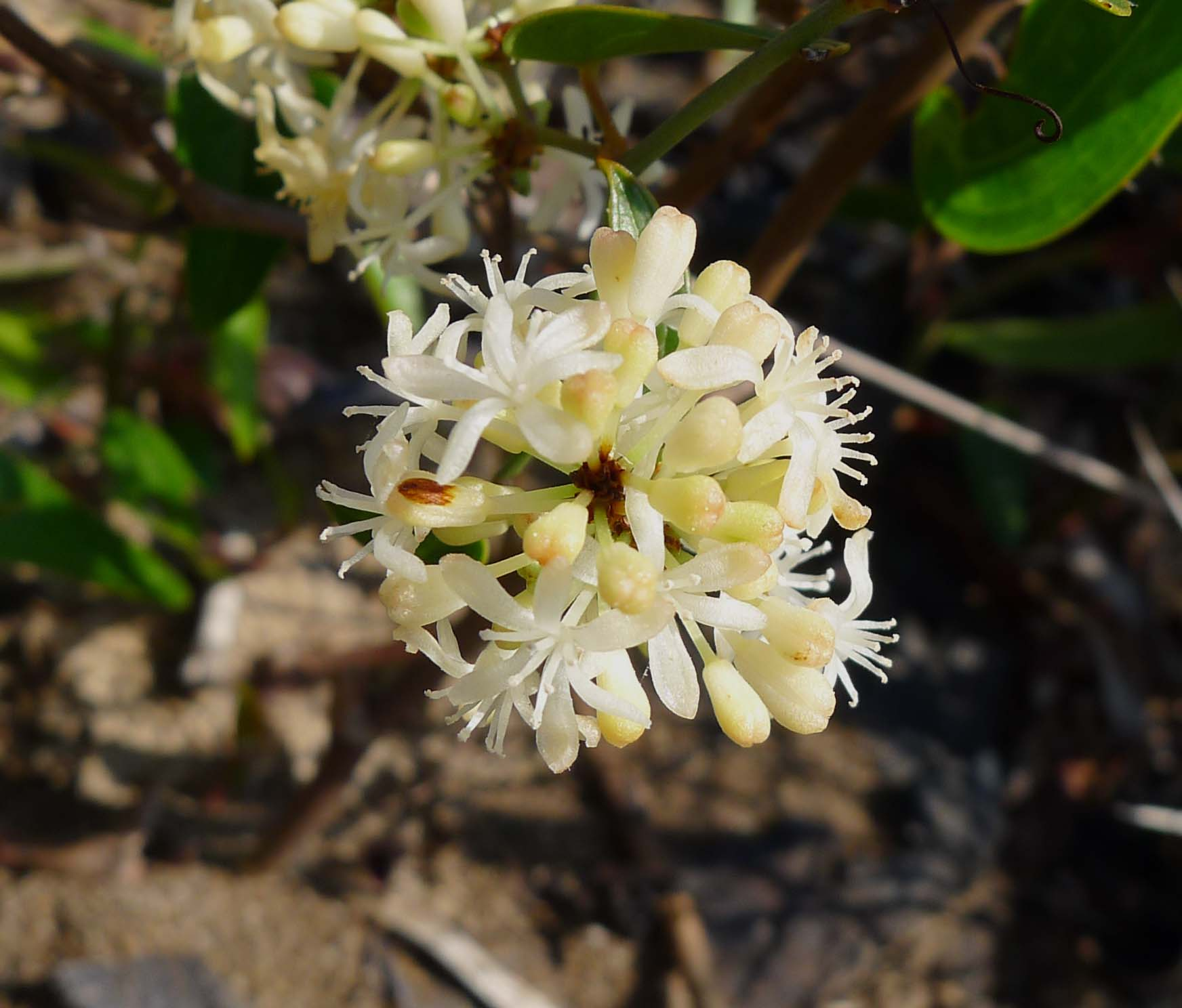
Samčí květenství přestupu drsného
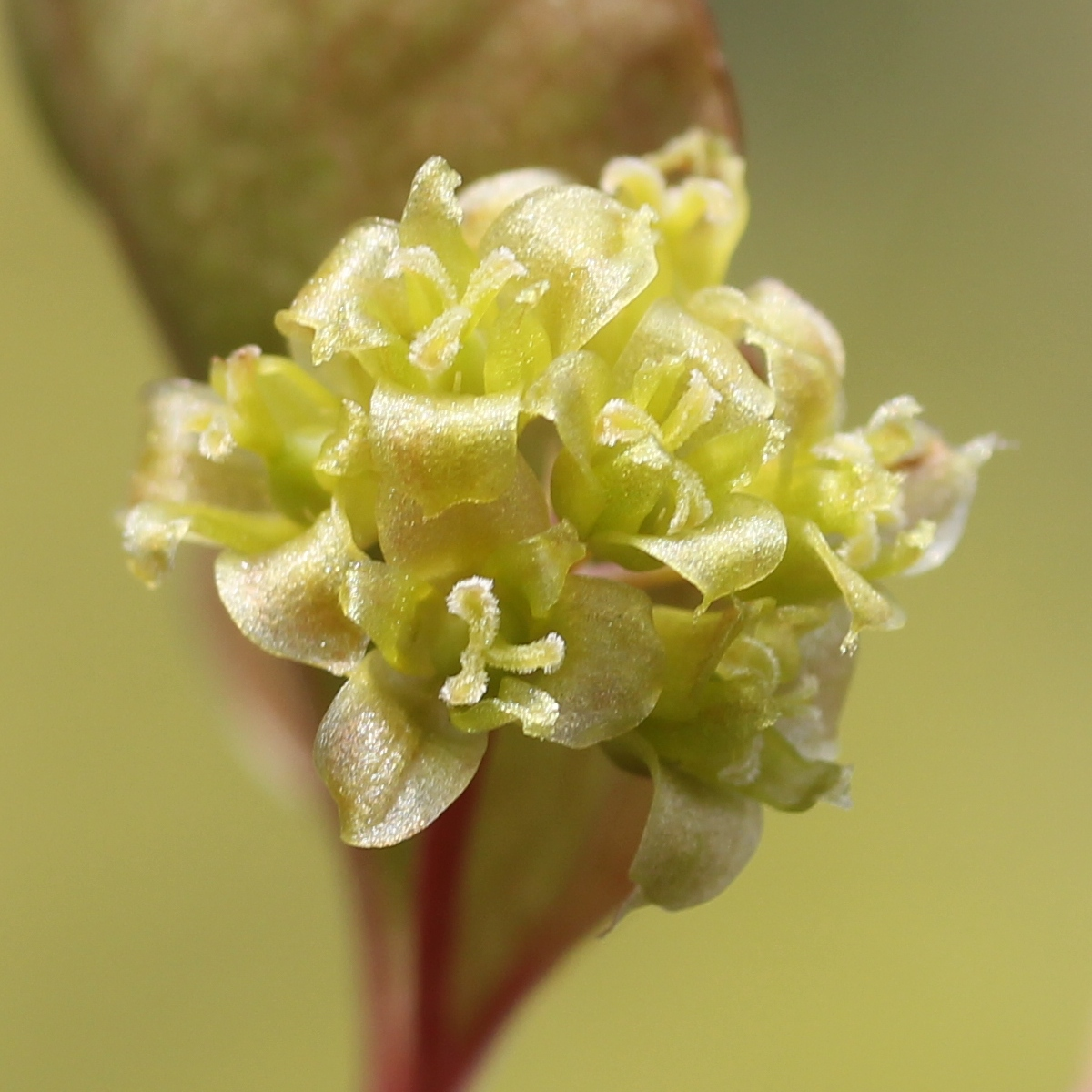
Samičí květy přestupu čínského
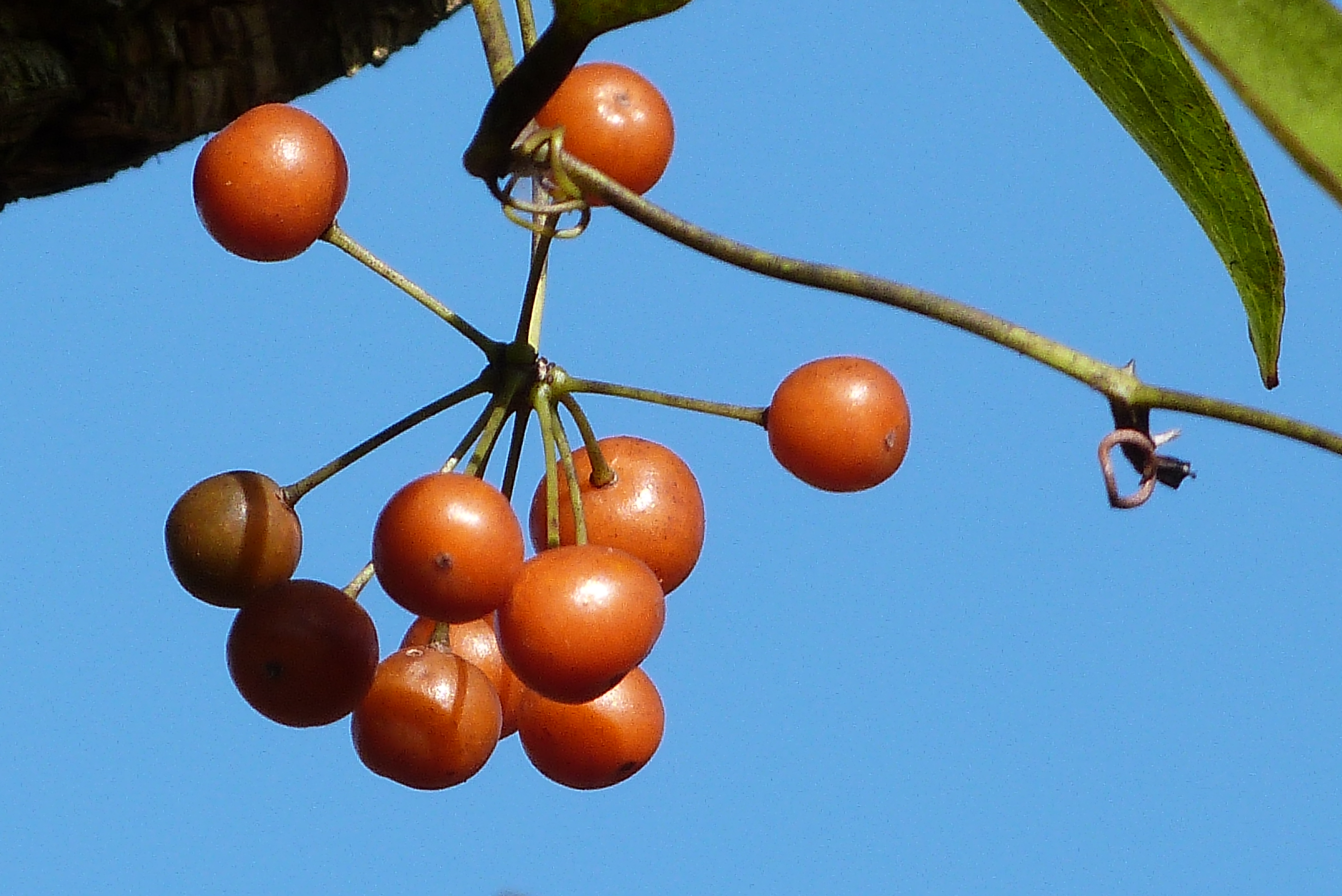
Plodenství Smilax fluminensis

## Rozšíření
Rod přestup zahrnuje asi 260 uznávaných druhů. Je rozšířen v tropech a subtropech téměř celého světa s přesahy do teplejších oblastí mírného pásu na severní i jižní polokouli.
V Evropě rostou 2 druhy. Přestup drsný (Smilax aspera) je rozšířen v celém Středomoří, přestup štíhlý (Smilax excelsa) pouze v jihovýchodní Evropě. Do střední Evropy žádný z těchto druhů nezasahuje. V Makaronésii se vyskytují 2 místní druhy. Smilax azorica je endemit Azorských ostrovů, Smilax canariensis roste na Kanárských ostrovech a Madeiře.
V Asii se přestupy vyskytují v oblasti od Kavkazu a jihozápadní Asie přes jižní Asii a Čínu po Japonsko a Přímořský kraj a přes Indočínu a jihovýchodní Asii až po Tichomoří. Nevyskytují se na Novém Zélandu, Tasmánii a v Arábii. V Číně roste 79 druhů, z toho 36 endemických.
V Americe sahá areál rodu od východní Kanady až po severní Argentinu a zahrnuje i Karibské ostrovy.
Ze Severní Ameriky je udáváno 20 druhů. Řada z nich má rozsáhlý areál, zahrnující v podstatě celou východní polovinu kontinentu.

## Ekologické interakce
V tropické Asii poskytují listy různých druhů přestupu potravu housenkám celé řady motýlích druhů, mezi jinými pohledné babočce Kaniska canace, z babočkovitých dále druhům Phalanta phalantha, Faunis menado, z modráskovitých Loxura atymnus a Eooxylides tharis, ze soumračníkovitých Tagiades japetus.
V Austrálii je druh Smilax australis živnou rostlinou housenek některých druhů modráskovitých motýlů z rodu Pseudodipsas a druhů Hypochrysops miskini a Hypolycaena phorbas.
Drobné květy přestupů jsou opylovány hmyzem, zejména včelami a mouchami. Z australských tropických pralesů jsou jako opylovači uváděny také třásněnky.
Bobule poskytují potravu různým druhům plodožravých ptáků, kteří také rozšiřují semena. Na Pyrenejském poloostrově vyhledává plody přestupu drsného především pěnice černohlavá, v menší míře i červenka obecná a pěnice bělohrdlá. Semena procházejí trávicím traktem těchto ptáků bez poškození a schopná klíčení.
Drobná, plochá nektária na rubu listů přestupů často vyhledávají mravenci kvůli nektaru.

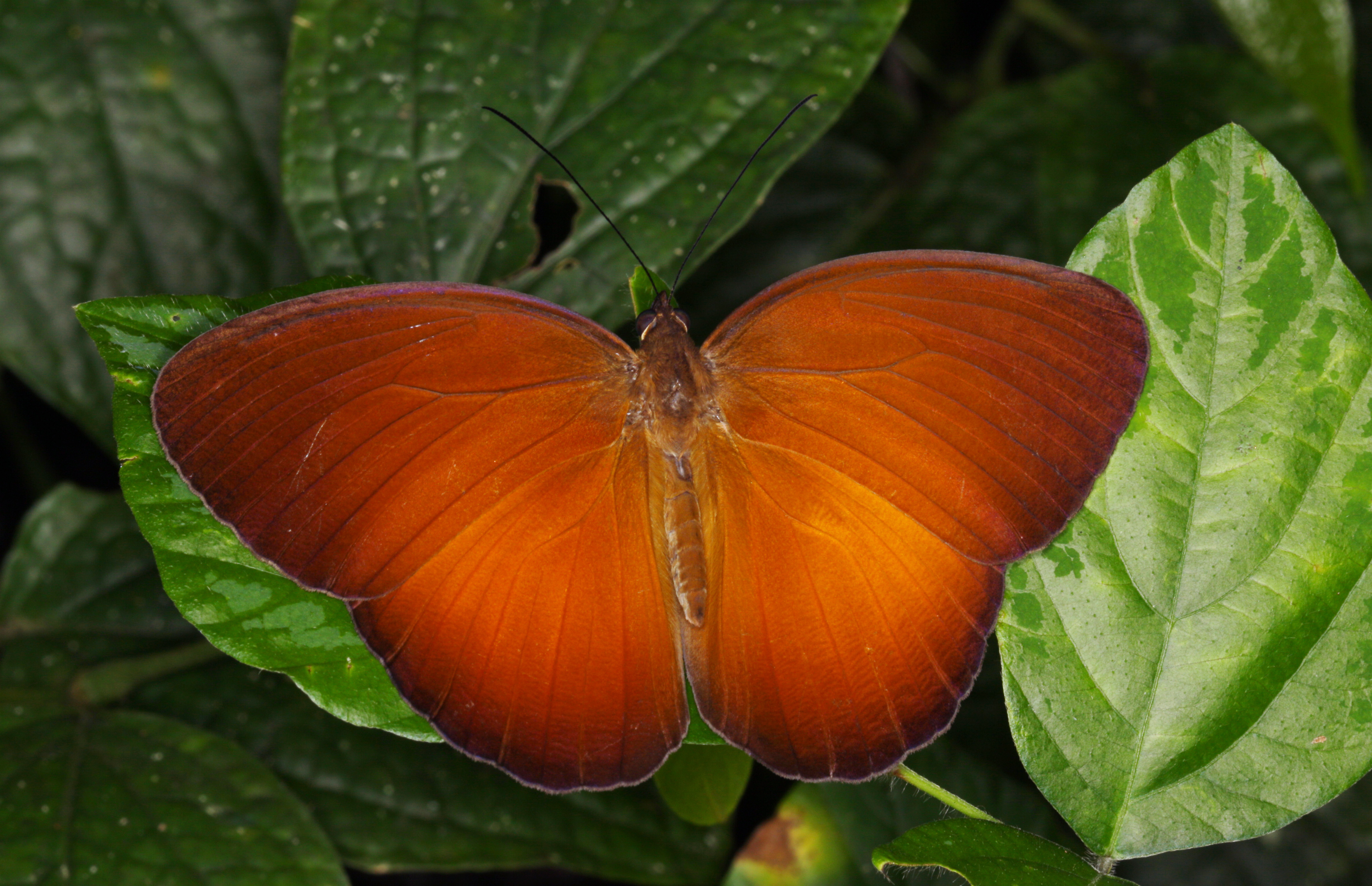
Faunis menado (babočkovití)
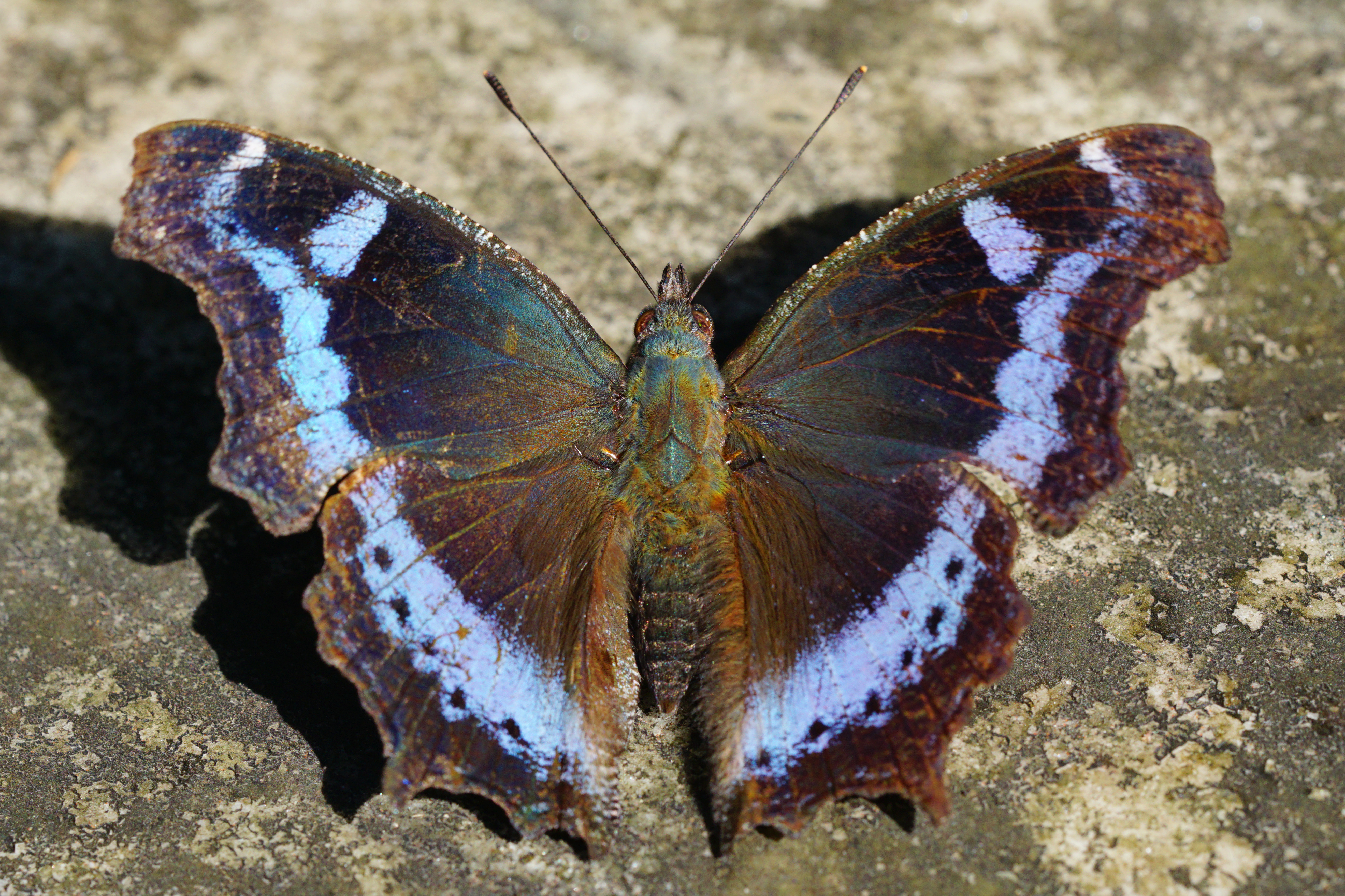
Babočkovitý motýl Kaniska canace
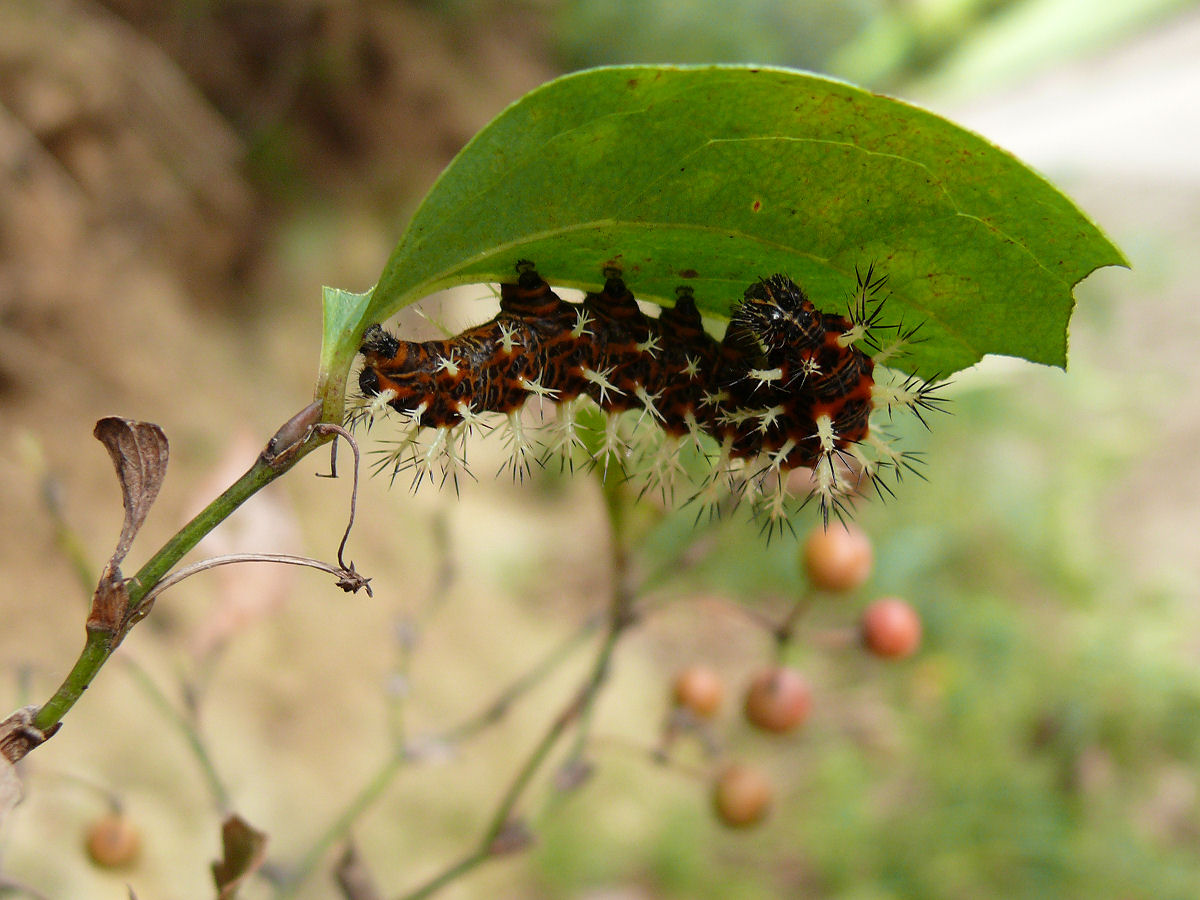
Housenka Kaniska canace na přestupu čínském
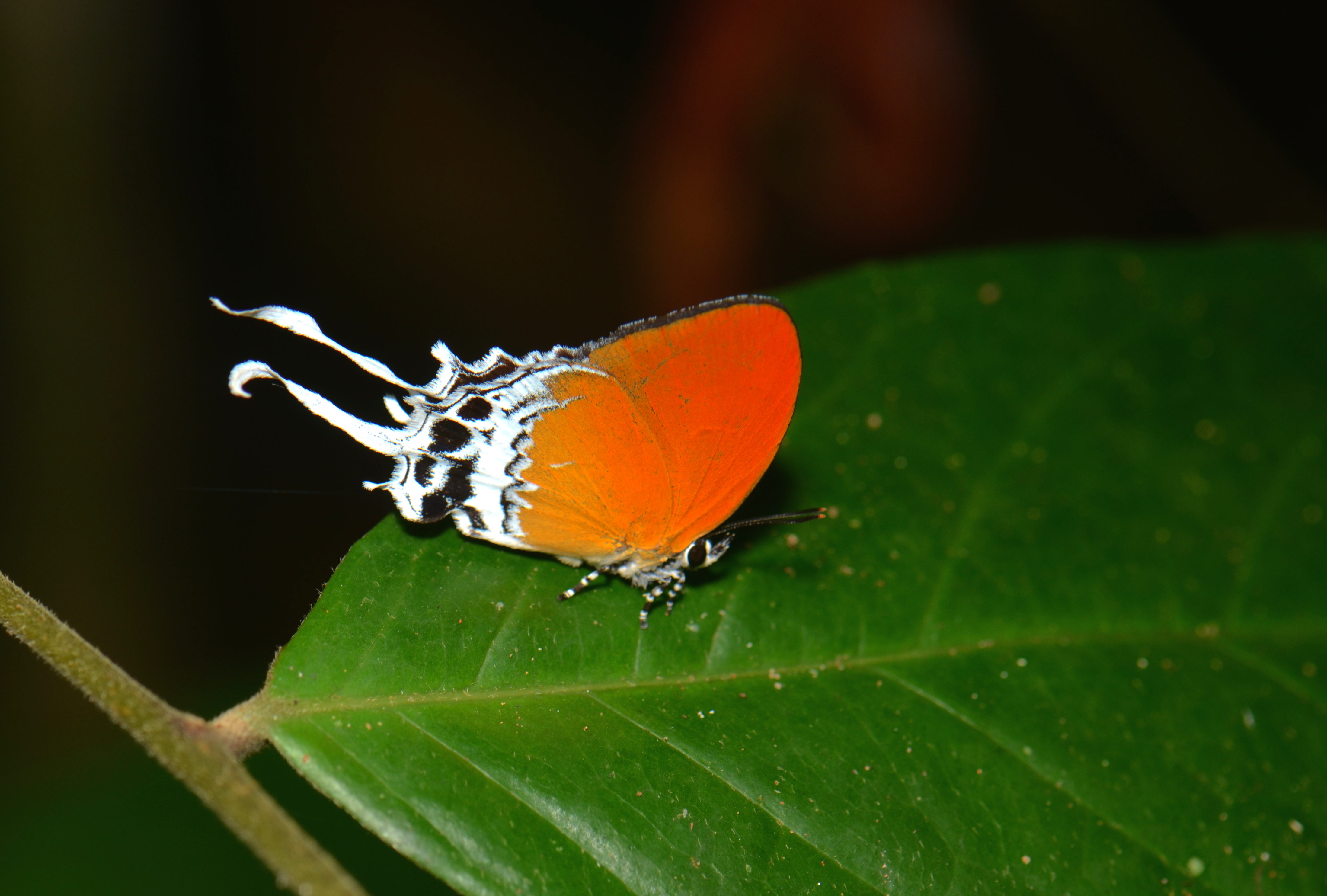
Eooxylides tharis (modráskovití)

## Obsahové látky
Význačnými obsahovými látkami přestupů jsou zejména různé saponiny, třísloviny a kyanogenní glykosidy.
V listech a kořenech Smilax zeylanica je obsažen diosgenin, látka používaná zejména ve sportu jako rostlinný stimulátor tvorby testosteronu.
Hlavním flavonoidem obsaženým v přestupu drsném je rutin.
Druh Smilax ornata obsahuje glukosid sarsasaponin.
Kořeny středoamerického druhu Smilax aristolochiifolia obsahují saponiny odvozené od sarsapogeninu a smilageninu, zejména parillin, smilasaponin a sarsaparillosid, dále beta-sitosterol, stigmasterol a jejich glukosidy.

## Taxonomie
V minulosti byl do čeledi Smilacaceae řazen i rod Ripogonum, v současné taxonomii (systém APG) vyčleněný do samostatné čeledi Ripogonaceae. Podle výsledků molekulárních studií je rod Ripogonum sesterskou větví čeledi Philesiaceae, s níž tvoří monofyletickou skupinu. Od rodu Smilax se odlišuje mj. oboupohlavnými květy, nepřítomností úponků a znaky na tyčinkách a pylu. Rod Heterosmilax (12 druhů rozšířených v Asii) byl vřazen do rodu Smilax, neboť tvoří jednu z větví uvnitř vývojového stromu tohoto rodu a činí jej tak parafyletickým.

## Zástupci
- přestup čínský (Smilax china)
- přestup drsný (Smilax aspera)
- přestup štíhlý (Smilax excelsa)

## Význam
Výhonky, mladé listy a úponky některých druhů jsou příležitostně využívány jako zelenina. Škrobnaté oddenky přestupu čínského slouží v Číně a indickém Ásámu jako potravina. Prášek z rozemletých sušených kořenů také slouží jako náhrada želatiny. Rovněž plody některých druhů (např. afrického Smilax kraussiana) jsou jedlé.
Různé druhy přestupu jsou v tropických a subtropických zemích téměř celého světa využívány v tradiční a lidové medicíně k léčení pestré palety různých neduhů. V indické medicíně je to např. přestup čínský, S. glabra, Smilax elegans,S. ornata, S. zeylanica a původně americký druh Smilax aristolochiifolia, v Číně přestup čínský, v Africe Smilax anceps, v Austrálii Smilax australis, Smilax blumei, v jihovýchodní Asii Smilax bracteata, Smilax calophylla, v Severní Americe Smilax herbacea, v tropické Americe Smilax campestris, v Karibiku Smilax havanensis
Sušené kořeny Smilax longifolia a některých dalších druhů s obdobnými obsahovými látkami (Smilax aristolochiifolia, S. medica, S. regelii, S. febrifuga) jsou známy pod názvem salsaparilla a v minulosti byly ve velkém vyváženy z tropické Ameriky a používány k léčbě syfilis. V současnosti se salsaparilla používá k aromatizaci nápojů a léčiv.
Nálev ze semen černuchy seté, kořene Hemidesmus indicus a oddenků přestupu Smilax glabra je na Srí Lance tradičně používán k léčbě rakoviny.
Mast z listů přestupu drsného je používána ve veterinární medicíně při ošetřování vředů u dobytka. Druh má význam také v tradiční indické medicíně.
Některé druhy tohoto rodu jsou dostatečně zimovzdorné lze je v České republice vysadit do volné půdy. Mají spíše jen sbírkový význam.
Několik zimovzdorných druhů je vysazeno v severní, lesní části areálu Pražské botanické zahrady v Tróji.

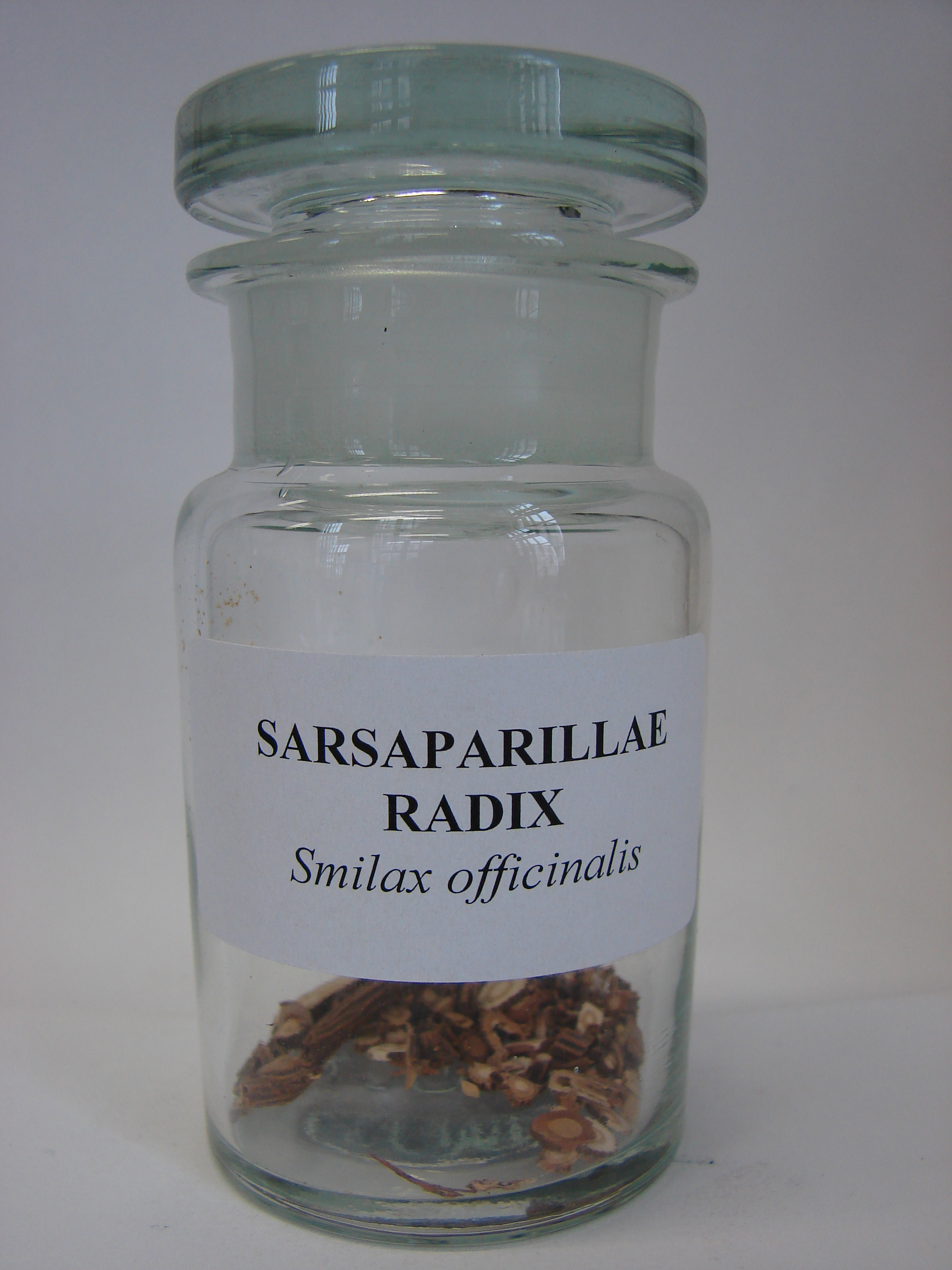
Salsaparilla (Smilax officinalis)